# Cyathea portoricensis
Cyathea portoricensis är en ormbunkeart som beskrevs av Kurt Sprengel och Oskar Kuhn. Cyathea portoricensis ingår i släktet Cyathea och familjen Cyatheaceae. Inga underarter finns listade.